# Algidiella
Algidiella là một chi nhện trong họ Micropholcommatidae.